# Ivari Padar
Ivari Padar (født 12. marts 1965) er siden 2009 estisk medlem af Europa-Parlamentet, valgt for Sotsiaaldemokraatlik Erakond (indgår i parlamentsgruppen S&D).
1. ↑  Navnet er anført på estisk og stammer fra Wikidata hvor navnet endnu ikke findes på dansk.